# Weizhuang (socken i Kina, Shandong, lat 36,35, long 115,55)
Weizhuang (kinesiska: 魏庄乡, 魏庄) är en socken i Kina. Den ligger i provinsen Shandong, i den östra delen av landet, omkring 130 kilometer väster om provinshuvudstaden Jinan. Antalet invånare är 22035. Befolkningen består av 10 999 kvinnor och 11 036 män. Barn under 15 år utgör 18,0 %, vuxna 15-64 år 68 %, och äldre över 65 år 13,0 %.
Genomsnittlig årsnederbörd är 671 millimeter. Den regnigaste månaden är juli, med i genomsnitt 215 mm nederbörd, och den torraste är januari, med 4 mm nederbörd.